# Christophe Tinseau

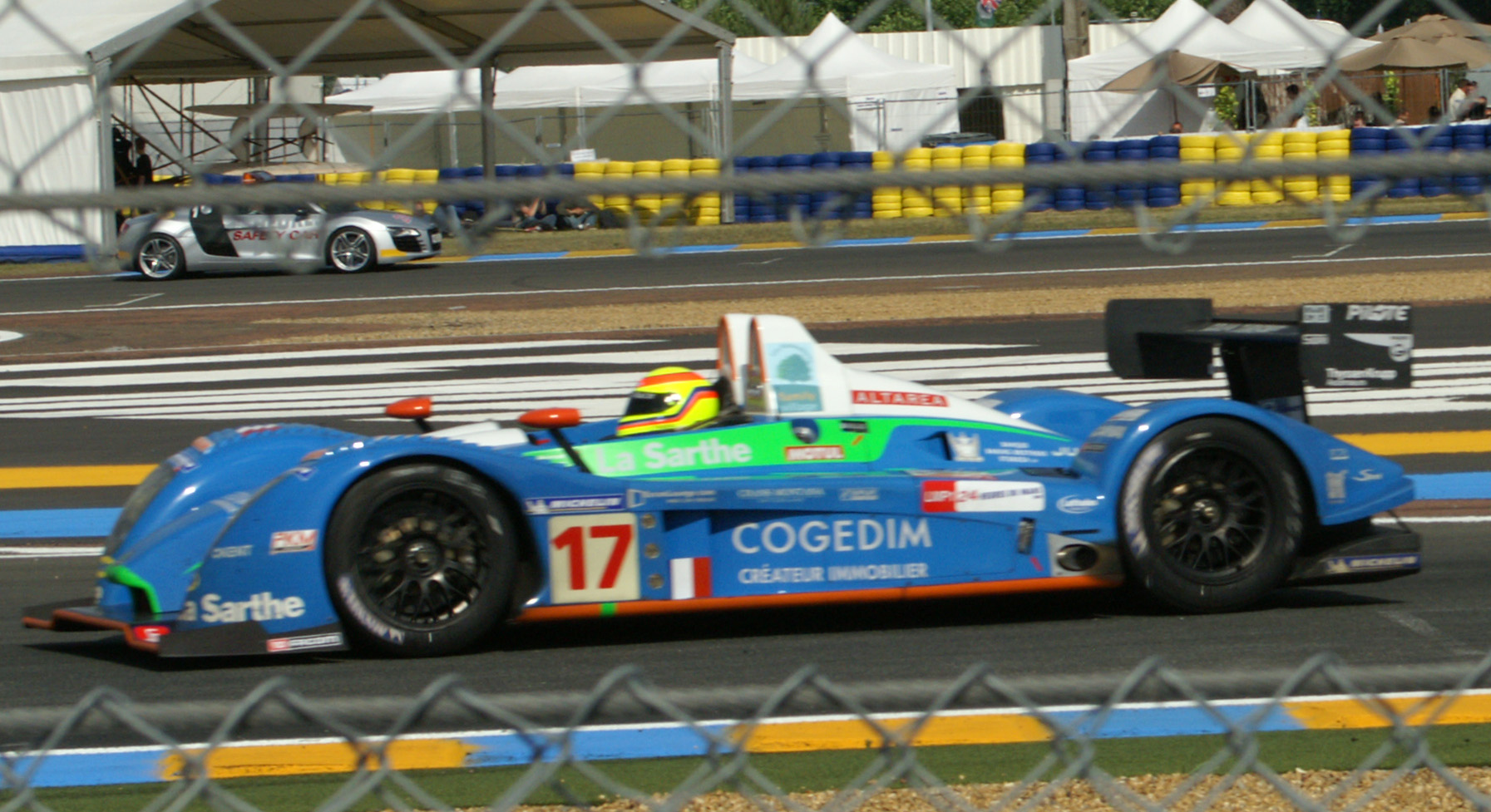
Tinseau a 2008-as Le Mans-i 24 órás versenyen

Christophe Tinseau (Orléans, 1969. december 18. –) francia autóversenyző.

## Pályafutása
1984 és 1989 között gokartversenyeken vett részt. 1990-ben és 1991-ben hazája Formula Renault bajnokságában szerepelt, és a 91-es szezont a második helyen zárta.
1992 és 1994 között a francia Formula–3-as bajnokságban versenyzett.
1995-ben debütált a nemzetközi Formula–3000-es sorozatban. A 96-os szezonban egy futamgyőzelmet szerzett és a hatodik helyen zárta az összetett értékelést.
1997-ben az Egyesült Államokban, az Indy Lights széria versenyein indult. Christophe legjobb európaiként a tizenegyedik helyen végzett a pontversenyben.
1998-tól leginkább hosszútávú és túraautó versenyeken vesz részt. Évekig a Le Mans széria, az európai és az amerikai Le Mans széria futamainak résztvevője volt.
1998 és 2009 között kilenc alkalommal állt rajthoz a Le Mans-i 24 órás autóversenyen. Legelőkelőbb eredményét a 2008-as futamon érte el, amikor is Harold Primat és Benoît Tréluyer társaként a hetedik helyen ért célba.

## Eredményei

### Le Mans-i 24 órás autóverseny
| Év   | Csapat                 | Autó                     | Csapattárs      | Csapattárs       | Helyezés |
| ---- | ---------------------- | ------------------------ | --------------- | ---------------- | -------- |
| 1998 | Panoz Motorsports Inc. | Panoz Esperante GTR-1    | Eric Bernard    | Johnny O'Connell | Kiesett  |
| 1999 | Team DAMS              | Lola B98/10              | Franck Montagny | David Terrien    | Kiesett  |
| 2000 | Team DAMS              | Cadillac Northstar LMP   | Marc Goossens   | Kristian Kolby   | Kiesett  |
| 2001 | DAMS                   | Cadillac Northstar LMP01 | Wayne Taylor    | Max Angelelli    | 15.      |
| 2002 | Team Cadillac          | Cadillac Northstar LMP02 | Wayne Taylor    | Max Angelelli    | 9.       |
| 2003 | Riley & Scott Racing   | Riley & Scott MkIIIC     | Jim Matthews    | Marc Goossens    | Kiesett  |
| 2007 | Pescarolo Sport        | Pescarolo 01             | Harold Primat   | Benoît Tréluyer  | 13.      |
| 2008 | Pescarolo Sport        | Pescarolo 01             | Harold Primat   | Benoît Tréluyer  | 7.       |
| 2009 | Pescarolo Sport        | Pescarolo 01             | Bruce Jouanny   | João Barbosa     | 8.       |